# Anthocoris limbatus
Anthocoris limbatus – gatunek pluskwiaka z podrzędu różnoskrzydłych i rodziny dziubałkowatych. Zamieszkuje  palearktyczną Eurazję. Bytuje głównie na wierzbach. Jest drapieżnikiem.

## Taksonomia
Gatunek ten opisany został po raz pierwszy w 1836 roku przez Franza Xavera Fiebera. Jako lokalizację typową wskazano Czechy.

## Morfologia
Pluskwiak o podługowato-owalnym ciele długości od 3 do 3,5 mm. Ubarwienie ma ciemnobrązowe do czarnego z żółtym tylnym płatem przedplecza, rozjaśnionymi goleniami, a półpokrywami białawymi do bladożółtych z brązowym wzorem. Głowa jest błyszcząca i ma czułki zbudowane z czterech podobnych szerokością i owłosieniem członów. Długość szczecinek na członach trzecim i czwartym jest mniejsza niż dwukrotność średnicy tych członów. Trójczłonowa, zakrzywiona kłujka w spoczynku nie sięga poza biodra przedniej pary. Lśniące, trapezowate przedplecze ma na przedzie obrączkę apikalną w całości wysuniętą przed kąty przednie. Trójkątna tarczka również jest błyszcząca. Półpokrywy są w calości błyszczące, bez elementów matowych. Wszystkie pary odnóży mają trójczłonowe stopy. Odnóża tylnej pary niemal stykają się biodrami. Zatułów ma krawędź tylną trójkątną. Kanaliki wyprowadzające gruczołów zapachowych zatułowia są proste.

## Ekologia i występowanie
Owad ten bytuje głównie na wierzbach. Zarówno larwy, jak i owady dorosłe są drapieżnikami żerującymi na mszycach oraz innych małych bezkręgowcach, ich larwach i jajach.
Gatunek palearktyczny. W Europie znany jest z Hiszpanii, Irlandii, Wielkiej Brytanii, Francji, Belgii, Holandii, Luksemburga, Niemiec, Szwajcarii, Liechtensteinu, Austrii, Włoch, Danii, Szwecji, Norwegii, Finlandii, Litwy, Polski, Czech, Słowacji, Węgier, Ukrainy, Mołdawii, Słowenii, Chorwacji, Bośni i Hercegowiny, Serbii, Rumunii, Bułgarii oraz europejskiej części Rosji. W Azji podawany jest z syberyjskiej i dalekowschodniej części Rosji, Kazachstanu, Iranu, Mongolii i Chin.